# Anapos
Anapos (altgriechisch Ἄναπος Ánapos) war in der griechischen Mythologie eine sizilische Flussgottheit. Der heute Anapo genannte Fluss entspringt am Monte Lauro in den Hybleischen Bergen und mündet in den Hafen von Syrakus.
Er war nach Ovid mit der Quellnymphe Kyane verbunden, deren Fluss Ciane in den Anapo mündet.
Das sumpfige Mündungsgebiet (Lysimeleia Limne) war ungesund und ließ bei Heeren, die in der Antike die Stadt Syrakus belagerten, leicht Seuchen ausbrechen.
Nach Diodor ließ Dionysios I. von Syrakus am Anapo Gymnasien errichten.